# SStB Ozean - Wechsel
Az SStB  Ozean - Wechsel egy szerkocsisgőzmozdony-sorozat volt az osztrák-magyar Südlichen Staatsbahn (SStB)-nál.

## Története
Mivel a kilenc új, WRB által az SSStB-nek gyártott 2B tengelyelrendezésű mozdony - Admont bis Lipoglau - jobban beváltak a 2A-khoz képrest,  Amerikából rendeltek 2B mozdonyokat valamivel kisebb méretekkel. A kisebb kerekek teherszállítási felhasználásra utalnak. A tizenkét mozdonyt William Norris építette  1846-ban Philadelphiában és a „OZEAN“, „SAVE“, „GROSSGLOCKNER“, „DONAU“, „TERGLAV“, „IDRIA“, „TIMAVO“, „PACK“, „LOIBL“, „ISTRIA“, „TERGESTE“ und „WECHSEL“ neveket kapta.
Az ebbe a sorozatba tartozó mozdonyok a vasút 1858-as privatizációjával az osztrák-magyar Déli Vasút magánvasút-társasághoz kerültek, ahol a 886-895 pályaszámokat kaptak és 1860-tól a 16 sorozatba tartoztak. 1864-ben az új számozási rendszerbe már nem kerültek be, selejtezték őket.

## Fordítás
- Ez a szócikk részben vagy egészben  a   SStB – Ozean bis Wechsel című német Wikipédia-szócikk fordításán alapul.  Az eredeti cikk szerkesztőit annak laptörténete sorolja fel. Ez a jelzés csupán a megfogalmazás eredetét és a szerzői jogokat jelzi, nem szolgál a cikkben szereplő információk forrásmegjelöléseként. - Az eredeti szócikk forrásai szintén ott találhatóak.